# Franky Zapata
Franky Zapata (ur. 27 września 1978 w Marsylii) – francuski konstruktor, pilot, wynalazca indywidualnych urządzeń latających o napędzie wodnym (Flyboard) i odrzutowym (Flyboard Air), wielokrotny mistrz Europy i wicemistrz świata w wyścigach na skuterach wodnych. 4 sierpnia 2019 dokonał przelotu nad Kanałem La Manche na urządzeniu własnej konstrukcji, Flyboard Air, z jednym tankowaniem w połowie drogi.

## Życiorys
Od 16. roku życia jeździł na nartach wodnych i skuterach wodnych.
W 1998 Zapata i jego ojciec Claude założyli firmę Zapata Racing, na której skuterach wodnych Franky zdobywał miejsca na podium mistrzostw świata i kilka razy mistrzostwo Europy.

### Flyboard i Flyboard Air
Od 2012 skupił się na konstrukcjach, w tym Flyboard, „latająca deska”, wykorzystująca silnik skutera wodnego (podłączony przez elastyczną rurę) do podtrzymywania człowieka kilka do kilkunastu metrów nad powierzchnią wody za pomocą strumienia wody.
Późniejszym kluczowym urządzeniem Zapaty jest Flyboard Air z turbinowymi silnikami odrzutowymi, będący samowystarczalną jednoosobową konstrukcją latającą. W obecnych wersjach (2018) Flyboard Air waży około 20 kg plus paliwo (w 10-minutowym locie zużywa około 20 litrów paliwa lotniczego) i ma pozwalać na lot osoby do 100 kg z prędkością do 150 km/h. W 2016, w wówczas rekordowo długim przelocie (2252 m) Zapata na tym urządzeniu osiągnął średnią prędkość około 60 km/h na wysokości około 150 m. Według fachowych opinii z Polski w obecnej wersjach urządzenia te wykorzystują 4 silniki skutera wodnego o łącznej mocy około 1000 KM i umożliwiają uzyskanie wysokości do 3000 metrów.
Flyboard Air został zademonstrowany w działaniu osobiście przez Franky’ego Zapatę na oficjalnych obchodach Święta Bastylii 14 lipca 2019, a media nazywały wtedy Zapatę „latającym żołnierzem”.

### Historyczny przelot nad Kanałem La Manche
Pierwszą próbę przelotu nad Kanałem La Manche podjął 25 lipca 2019, ale została przerwana przed połową dystansu, przy próbie lądowania do tankowania. Wtedy też uległa zniszczeniu część urządzenia, w tym jego elektronika. Odbudowa zajęła około 7 dni. Przy nowej próbie zastosowano większą platformę do tankowania.
W niedzielę 4 sierpnia wystartował z Sangatte (znanej z pionierskich lotów Louisa Blériota) w pobliżu Calais o godzinie 8:16 rano, miał międzylądowanie do tankowania tuż przed 8:30 i wylądował na zaplanowanym miejscu przy St Margaret's Museum koło Dover o 8:39, po pokonaniu dystansu około 35 km w linii prostej. Wysokość przelotu około 15–20 m, maksymalna prędkość 170 km/h.